# H.267
H.267 je připravovaný standard kódování videa, který byl měl být následníkem Versatile Video Coding (H.266) a měl by být dokončen v roce 2028. Jeho cílem je dosáhnout výrazného snížení datového toku (potenciálně o 40 % nebo více) ve srovnání s VVC, zejména při vyšších rozlišeních, při zachování podobné subjektivní kvality videa. Vylepšený kompresní model (anglicky Enhanced Compression Model, ECM) slouží jako základ pro hodnocení a vývoj vylepšených kompresních nástrojů pro H.267.

## Enhanced Compression Model
Enhanced Compression Model (ECM) je softwarová platforma, která slouží k testování a vývoji nových kompresních nástrojů pro H.267. Verze 13 ECM prokázala úsporu datového toku o více než 25 % ve srovnání s VVC v konfiguracích s náhodným přístupem.

## Vlastnosti
K požadovaným vlastnostem H.267 patří podpora vlastností rozpracovaných v předešlých formátech videa i dalších, které se zachycují poslední trendy ve zlepšování technické kvality videa – rozlišení až 8Kx4K, snímkovou frekvenci až 240 snímků za sekundu a flexibilní podporu stereoskopického 3D, vícepohledového obsahu,[ujasnit] wide color gamut (WCG – široký barevný gamut) a High Dynamic Range (HDR – vysoký dynamický rozsah).[chybí lepší zdroj]
Vzhledem k historickým trendům standardizace videokodeků je pravděpodobné praktické nasazení H.267 v letech 2034-2036.